# 아마둔 투레

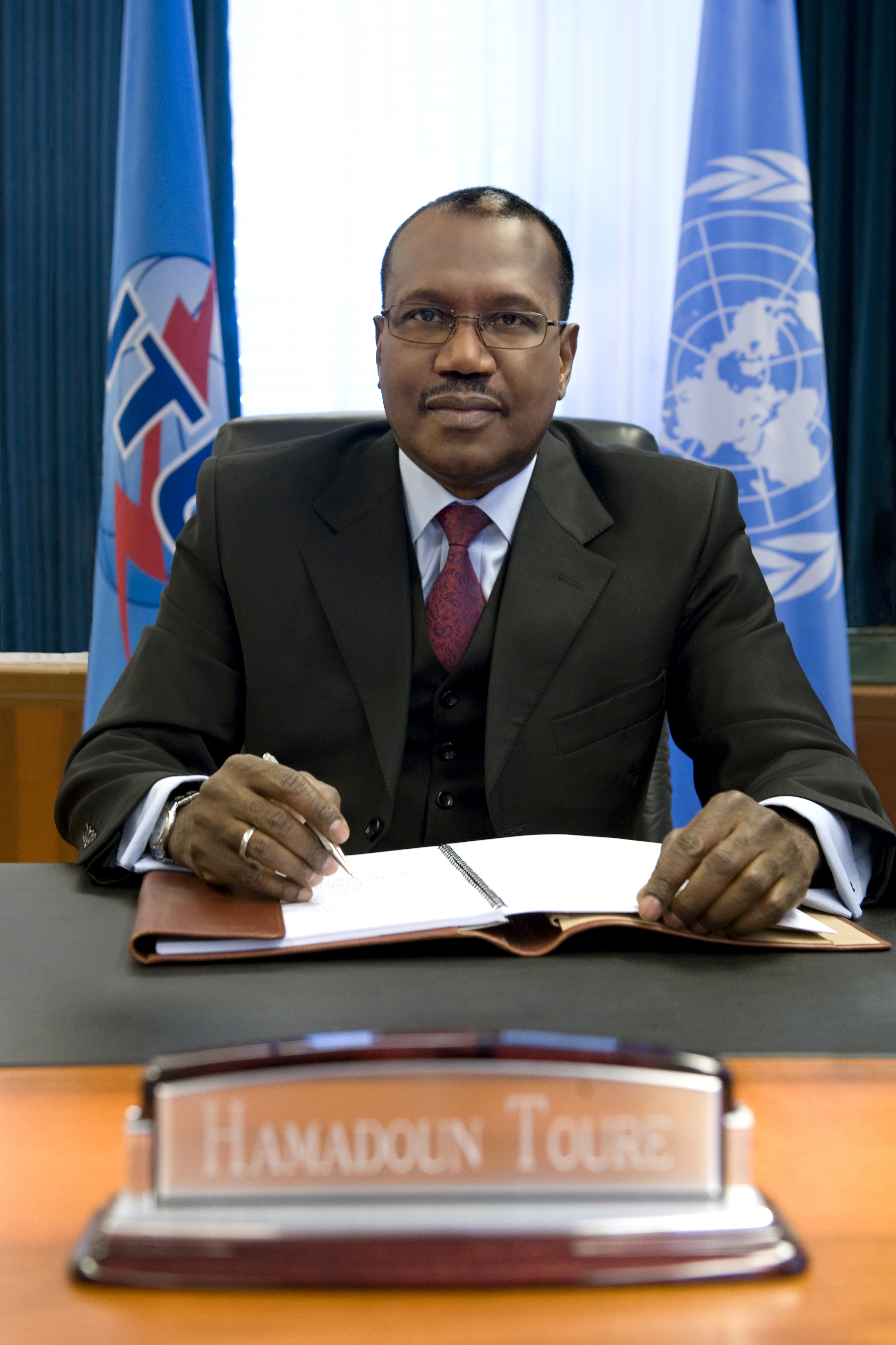
아마둔 투레

아마둔 투레(프랑스어: Hamadoun Touré, 1953년 9월 3일 ~ )는 말리의 공학자이다. 2007년부터 국제 전기 통신 연합(ITU)의 사무국장으로 재직하고 있다. 사무국장 자리는 2010년 재선된 것이다.